# John S. Waters
John S. Waters (født 31. oktober 1893, død 5. maj 1965) var en amerikansk filminstruktør og assisterende instruktør.
Hans karriere begyndte i de tidlige stumfilmstider og den kulminerede med to nomineringer til en Oscar for bedste assisterende instruktør. Han vandt en oscar for filmen Viva Villa i 1935.